# Мазо Чимана (Тренто)
Мазо Чимана је насеље у Италији у округу Тренто, региону Трентино-Јужни Тирол.
Према процени из 2011. у насељу је живело 20 становника. Насеље се налази на надморској висини од 478 м.